# SG Bergmann-Borsig
SG Bergmann-Borsig is een Duitse sportclub uit het Berlijnse stadsdeel Pankow.

## Geschiedenis
Op 8 april 1946 richtten de handballers uit de Berlijnse stadsdelen Reinickendorf, Rosenthal en Wilhelmsruh de Spielergemeinschaft Wilhelmsruh op. De club kreeg financiële steun van het energiebedrijf Bergmann-Borsig dat ook infrastructuur ter beschikking stelde. Na de vorming van de DDR werden er overal BSG's opgericht, waarin de sport ondergebracht werd. Zo ontstond op 24 augustus 1950 BSG Stahl Wilhelmsruh. In 1952 werd het BSG Motor Wilhelmsruh.
De BSG ontwikkelde zich al snel en bood naast handbal ook tennis, voetbal, volleybal en hockey aan. De handballers werden in 1962 kampioen van Oost-Berlijn net als de vrouwenvolleyballers in 1974. De succesvolste sectie was het boogschieten waarin de beoefenaars hoge ogen gooiden zowel op nationaal als internationaal vlak. Rosemarie Grzondziel werd zeventien keer DDR-kampioen. In 1972 werd de naam in BSG Bergmann-Borsig Berlin gewijzigd.
Na de Duitse hereniging werden de BSG's ontbonden. De club die niet meer op de steun van het bedrijf kon rekenen werd zelfstandig onder de naam SG Bergmann-Borsig. Hoewel het bedrijf VEB Bergmann-Borsig samen met de DDR ten onder ging houdt de club wel vast aan de traditionele naam. De boogschietafdeling blijft succesvol met Europese titels, wereldtitels en Olympische medailles. In de sporten tennis, tafeltennis en kegelen speelt de club een vooraanstaande rol op Berlijns niveau. Met ongeveer 1300 leden is het de derde grootste sportvereniging van Pankow.

### Voetbal
De voetbalafdeling werd in 1956 opgericht met 40 leden. Het duurde 19 jaar, tot 1975, vooraleer het eerste elftal in de hoogste klasse van Oost-Berlijn, de Bezirksliga zou spelen. De club speelde toen in het Kissingenstadion dat plaats bood aan 8.000 toeschouwers. In 1977 werd de club kampioen en promoveerde naar de DDR-Liga. In 1979 degradeerde de club en kon meteen terugkeren en bleef dan in de DDR-Liga tot 1983. Na een aantal plaatsen in de middenmoot werd de club opnieuw kampioen in 1989. Omdat de tweede elftallen van clubs uit de DDR-Oberliga niet meer in de DDR-Liga mochten spelen moest de club niet aan de eindronde om promotie deelnemen en nam de plaats van het tweede elftal van BFC Dynamo in. De club ging nu spelen in de Nordendarena in Berlin-Niederschönhausen. In de loop van 1990 werd de naam van de club gewijzigd in Pankower FV Bergmann-Borsig. De club eindigde op de vijfde plaats in het laatste seizoen van de DDR-Liga, dat nu NOFV-Liga heette. Na dit seizoen werden de clubs ondergebracht in de Oberliga NOFV-Nord, de nieuwe derde klasse van het gezamenlijke Duitsland. De club eindigde nog knap derde. Het volgende seizoen werd de club tiende en in 1994 voorlaatste. De club had financiële problemen intussen en vroeg op 30 juni 1994 het faillissement aan. De voetbalafdeling sloot zich bij SV Preußen Berlin aan.